# فلادا كوفال
فلادا أليكساندروفنا كوفال (بالروسية:Влада Александровна Коваль، من مواليد 11 يوليو 2001) لاعبة تنس روسية، حصلت كوفال على أفضل تصنيف فردي لها حيث وصلت رقم 339 في اتحاد لاعبات التنس المحترفات، تم تحقيقه في 26 يوليو 2021. كما وصلت في 16 مارس 2020 حصلت على أفضل تصنيف زوجي في رقم 325، . فازت كوفال بلقب فردي واحد وأربعة ألقاب زوجية في الاتحاد الدولي لكرة المضرب، شاركت كوفال في كأس الاتحاد الفيدرالي لأول مرة مع روسيا في عام 2019.